# Josef Hegenbarth
Josef Hegenbarth (15. června 1884 Česká Kamenice, Rakousko-Uhersko – 27. července 1962 Drážďany) byl německý grafik, kreslíř, malíř a ilustrátor.

## Životopis

### Dětství a mládí

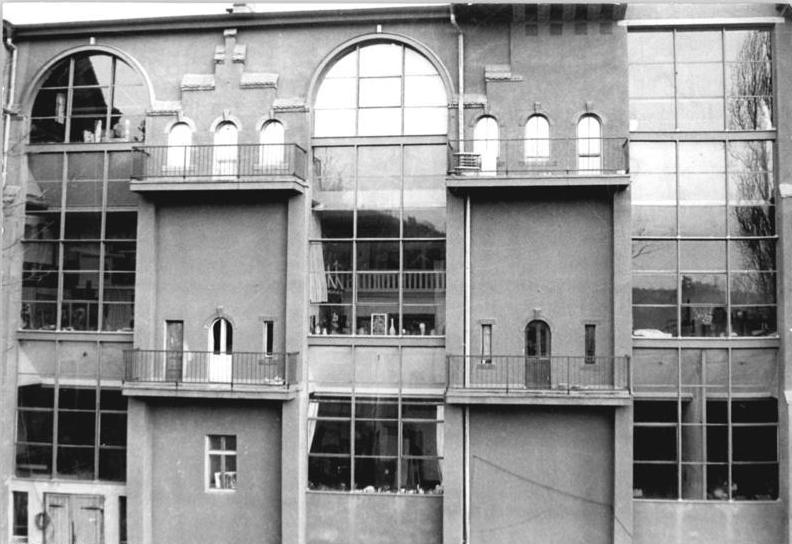
Umělcův dům v Dresden-Loschwitz postavený Martinem Pietzschem poskytoval Hegenbarthovi byt a studio

Josef Hegenbarth byl synem Františka Josefa Hegenbartha (1846–1916), sklářského výrobce a majitele společnosti „Hegenbarth & Sons“ v České Kamenici. Jeho matka Marie Palme (1860–1929), dcera výrobce lustrů Elias Palme, pocházela ze sousedního Kamenického Šenova. Vyrůstal se svými dvěma mladšími sestrami Elisabeth (1885–1944) a Gertrud (1890–1965) v místě narození.
Brzy se objevil jeho mimořádný talent pro kreslení. Po ukončení základní školy v České Kamenici přešel Hegenbarth na střední školu v okresním městě Česká Lípa. Trpěl duševními potížemi, které vyžadovaly hospitalizaci, ale měly pozitivní dopad na jeho uměleckou inspiraci.

## Drážďany (1905–1917)
Josef Hegenbarth už jako chlapec často sledoval svého šestnáctiletého bratrance Emanuela Hegenbarta pracovat u malířského stojanu a mělo to na něj velmi ohromující vliv. Když v roce 1903 dostal Emanuel výzvu k vedení výuky na Královské akademii výtvarných umění v Drážďanech (třída malby zvířat), následoval ho v roce 1905 také Josef Hegenbarth. Usadil se v Drážďanech, pracoval v samostudiu a svou práci v pravidelných intervalech předkládal Emanuelovi k posouzení a opravám. V zimním semestru 1908/09 vstoupil Josef Hegenbarth na Královskou uměleckou akademii a začal v salonu Richarda Müllera. Brzy však přeskočil třídu kresby a pokračoval ve studiu v malířské místnosti ve třídě Carla Bantzera.